# Хум
Хум (хорв. Hum) — місто в Хорватії, на півострові Істрія, за 14 км на південний схід від міста Бузет.
З населенням 23 жителів (1991 рік), місто Хум занесене до Книги рекордів Гіннеса як найменше місто у світі.

## Історія
Легенда свідчить, що місто Хум було побудоване гігантами. Після зведення мосту в долині річки Мирни у них залишилося трохи каміння, з якого вони і побудували фортецю Хум.
Вчені вважають, що фортецю побудував на місці римського поселення маркграф Ульріх I на межі своїх володінь за часів, коли Істрія входила до складу французького королівства. Вперше під назвою «Фортеця Холм» («Castrum Cholm») місто згадується в дарчій маркграфа Ульріха II, датованій 1102 роком. Згідно з документом, Хум і ще кілька замків віддані Аквілейській патріархії, якій він згодом і належав три століття. Аж до XVII століття у всіх документах Хум іменується фортецею.
Під час війни 1612 — 1618 років місто було спалене, після чого ґрунтовно перебудоване. Сучасний зовнішній вигляд Хума завершено на початку XIX століття будівництвом парафіяльної церкви Вознесіння Марії.
У період розквіту міста в XV–XVI століттях його населення сягало 300 осіб. У 2001 році було зареєстровано всього 17 жителів.

## Населення
Населення за даними перепису 2011 року становило 30 осіб.
Динаміка чисельності населення поселення:

## Клімат
Середня річна температура становить 11,96°C, середня максимальна – 25,11°C, а середня мінімальна – -1,72°C. Середня річна кількість опадів – 1247 мм.
| Клімат поселення                              | Клімат поселення | Клімат поселення | Клімат поселення | Клімат поселення | Клімат поселення | Клімат поселення | Клімат поселення | Клімат поселення | Клімат поселення | Клімат поселення | Клімат поселення | Клімат поселення | Клімат поселення |
| Показник                                      | Січ.             | Лют.             | Бер.             | Квіт.            | Трав.            | Черв.            | Лип.             | Серп.            | Вер.             | Жовт.            | Лист.            | Груд.            |                  |
| Середній максимум, °C                         | 9,12             | 9,70             | 12,39            | 16,04            | 20,61            | 24,35            | 25,11            | 24,74            | 20,46            | 16,21            | 11,42            | 8,55             |                  |
| Середня температура, °C                       | 3,71             | 4,29             | 6,97             | 10,62            | 15,20            | 18,94            | 21,34            | 20,96            | 16,68            | 12,44            | 7,64             | 4,77             |                  |
| Середній мінімум, °C                          | −1,72            | −1,13            | 1,56             | 5,22             | 9,77             | 13,51            | 17,56            | 17,17            | 12,90            | 8,64             | 3,85             | 0,98             |                  |
| Норма опадів, мм                              | 94               | 76               | 92               | 104              | 90               | 106              | 74               | 100              | 107              | 138              | 146              | 120              |                  |
| Середньомісячна швидкість вітру, м/с          | 1.89             | 2.17             | 2.36             | 2.34             | 2.13             | 2.04             | 1.98             | 1.94             | 1.90             | 2.06             | 2.11             | 2.05             |                  |
| Середньомісячна сонячна радіація, кДж/м²·день | 4496             | 7365             | 10570            | 14765            | 18994            | 20566            | 21612            | 18534            | 13929            | 8961             | 4890             | 3739             |                  |
| --------------------------------------------- | ---------------- | ---------------- | ---------------- | ---------------- | ---------------- | ---------------- | ---------------- | ---------------- | ---------------- | ---------------- | ---------------- | ---------------- | ---------------- |
| Джерело:                                      |                  |                  |                  |                  |                  |                  |                  |                  |                  |                  |                  |                  |                  |

## Будівлі
Хум, що стоїть на вершині зеленого пагорба на висоті 349 метрів над рівнем моря, оперізує добре збережена стародавня фортечна стіна, частково зруйнована після переходу Хума в 1412 році у володіння Венеційської республіки. Тоді місто мало назву Колмо (у перекладі з італійської — «пагорб»). В рамках хорватизації італійських назв, коли 1947 року півострів Істрія було анексовано в Італії та включено до складу Югославії, місто було перейменовано на Хум, що в перекладі з хорватської мови також означає «пагорб».
Свого сучасного вигляду Хум набув уже в період раннього Середньовіччя. Місто складається тільки з двох маленьких вулиць з тринадцятьма житловими будинками, парафіяльної церкви, побудованої в 1802 році, романської церкви 12-го століття, цвинтаря, типового Істрійського ресторану, магазину та музею. В Хумі є навіть свій автобус, який ходить за розкладом тричі на день.

## Пам'ятки
Стародавній собор має старі фрески, які є унікальними витворами мистецтва у всій Істрії. Собор опинився під сильним впливом Візантійського мистецтва, крім того, він засвідчив зіткнення двох різних культур. Приблизно сорок написів, що відносяться до часу від 12-го до 15-го століття, висічені на стінах цієї церкви.
Всередину можна потрапити через єдину міську браму, побудовану в 1562 році й оновлену сучасними майстрами по металу.
Від міста Роча до Хума веде семикілометрова «Алея глаголиці» — дорога, обабіч якої стоять пам'ятники, присвячені найдавнішій слов'янській азбуці — глаголиці.

## Традиції
У Хумі збереглася традиція щорічних виборів мера, що проходять в середині червня, в День міста. У виборах бере участь лише чоловіче населення міста і 33 найближчих сіл. Мер міста — посада символічна, він має іншу основну роботу, а його головними обов'язками є участь в офіційних церемоніях і врегулювання суперечок серед жителів. Вибори закінчуються фестивалем пісень і танців північної і середньої Істрії.
Серед постійних мешканців міста, окрім мера, є один поліцейський, один пожежник, один лікар, один суддя. Деякі будинки не заселені, але це не означає, що вони кинуті, статут міста наказує стежити за зовнішнім виглядом будівель. Хто постійно не живе в місті, той приїздить до Хума на вихідні й приводить до ладу свої будинки й територію навколо них.
У Хумі виготовляють так званий «Humska biska», домашній бренді, що готується тут за рецептом, якому вже більше двох тисяч років, та який був одним з чудес стародавніх кельтів. Спосіб приготування лікарського напою був успадкований від останнього священика Хума, відомого торговця травами. Бренді подається тільки в традиційних ресторанах міста, званими «konoba».

## Галерея

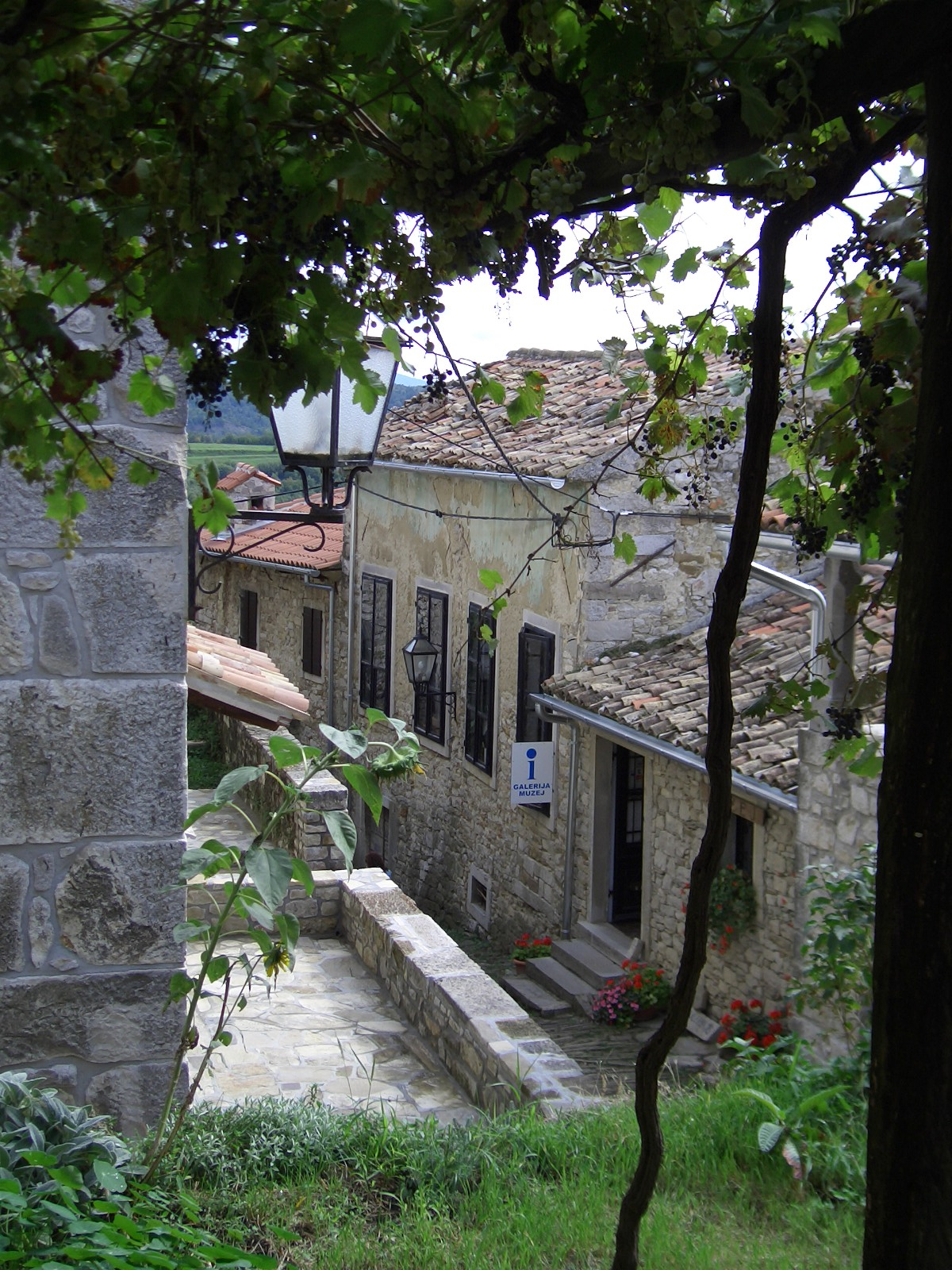
вулиця Хума
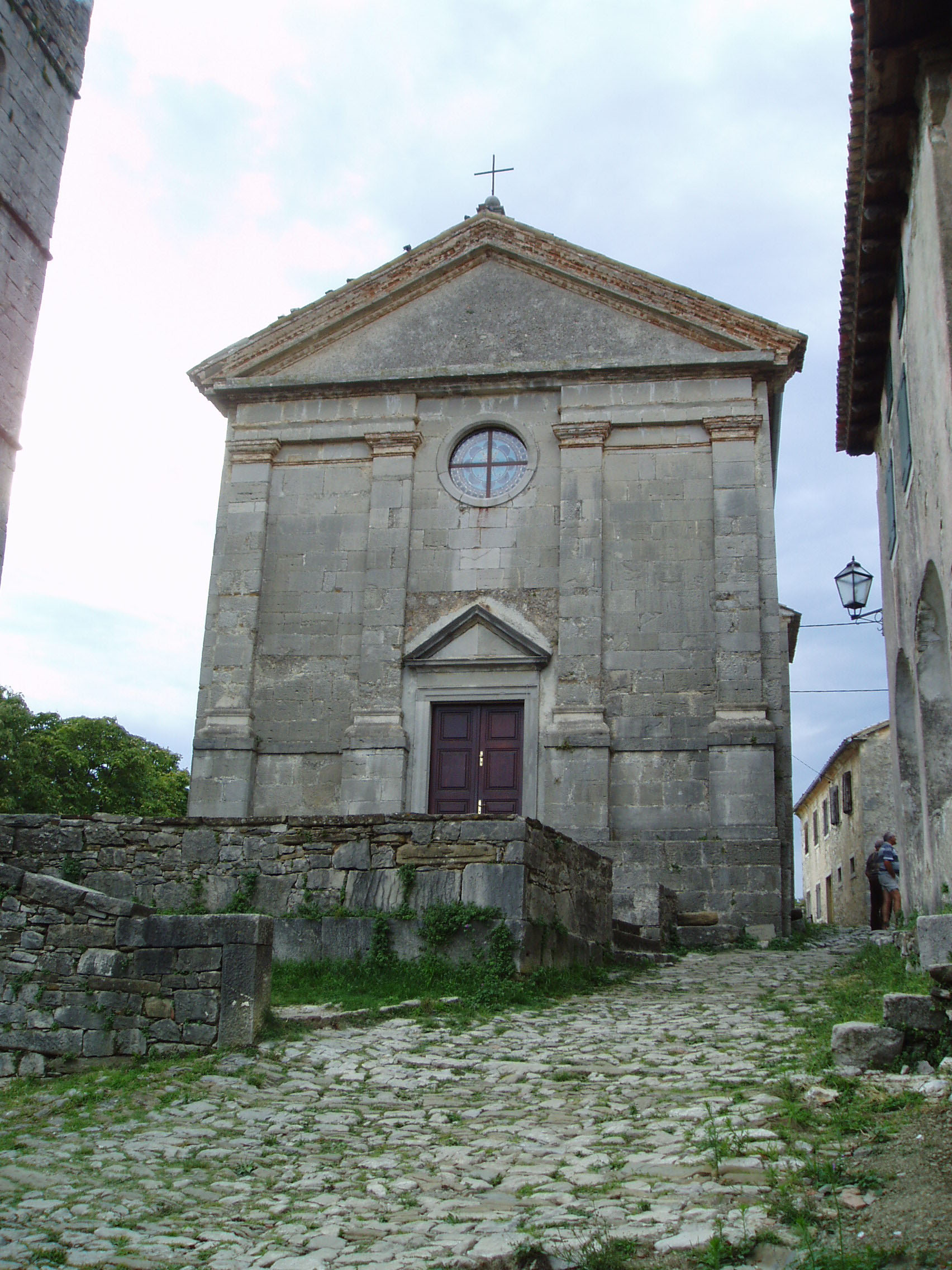
Церква
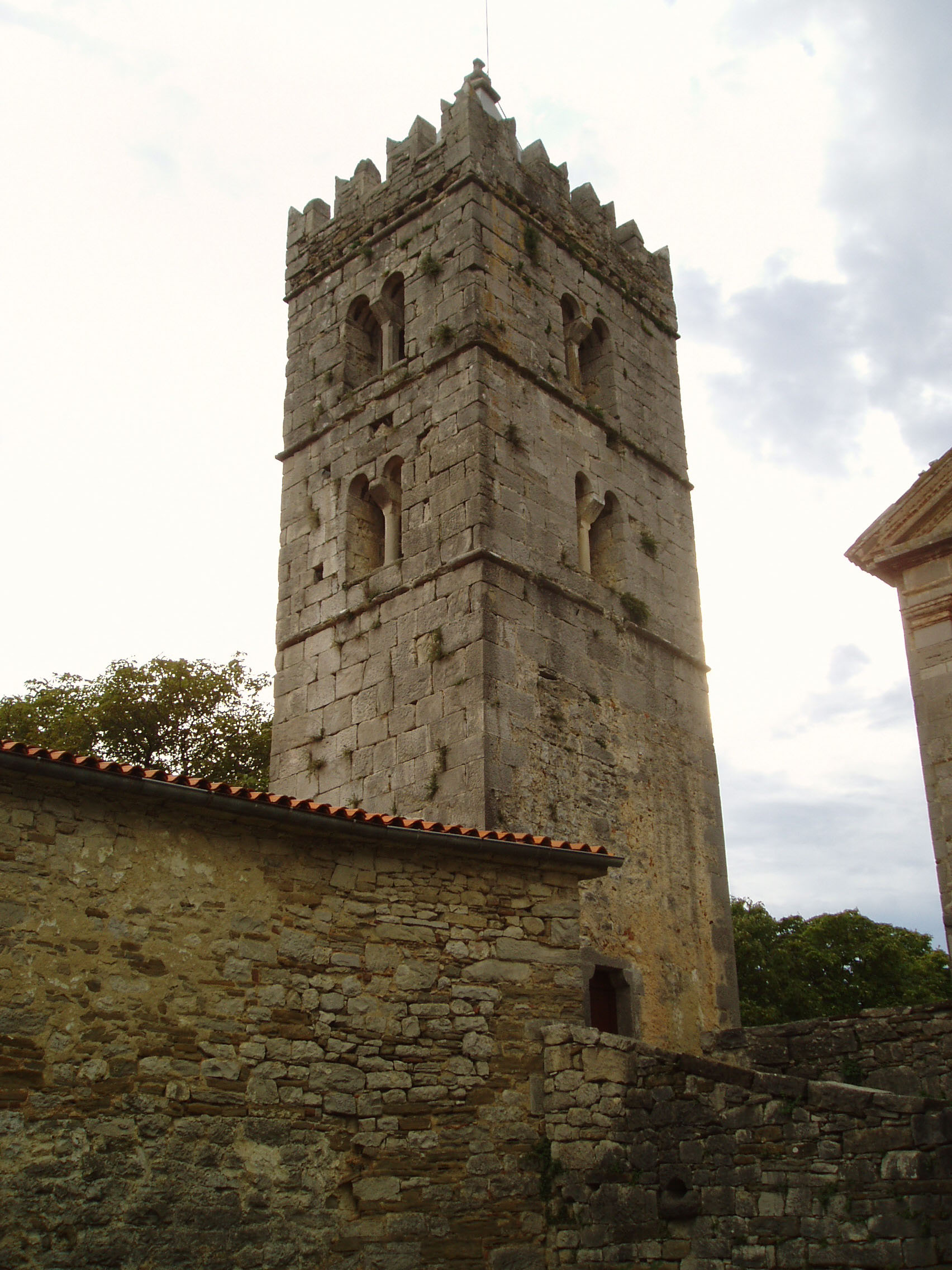
Дзвіниця
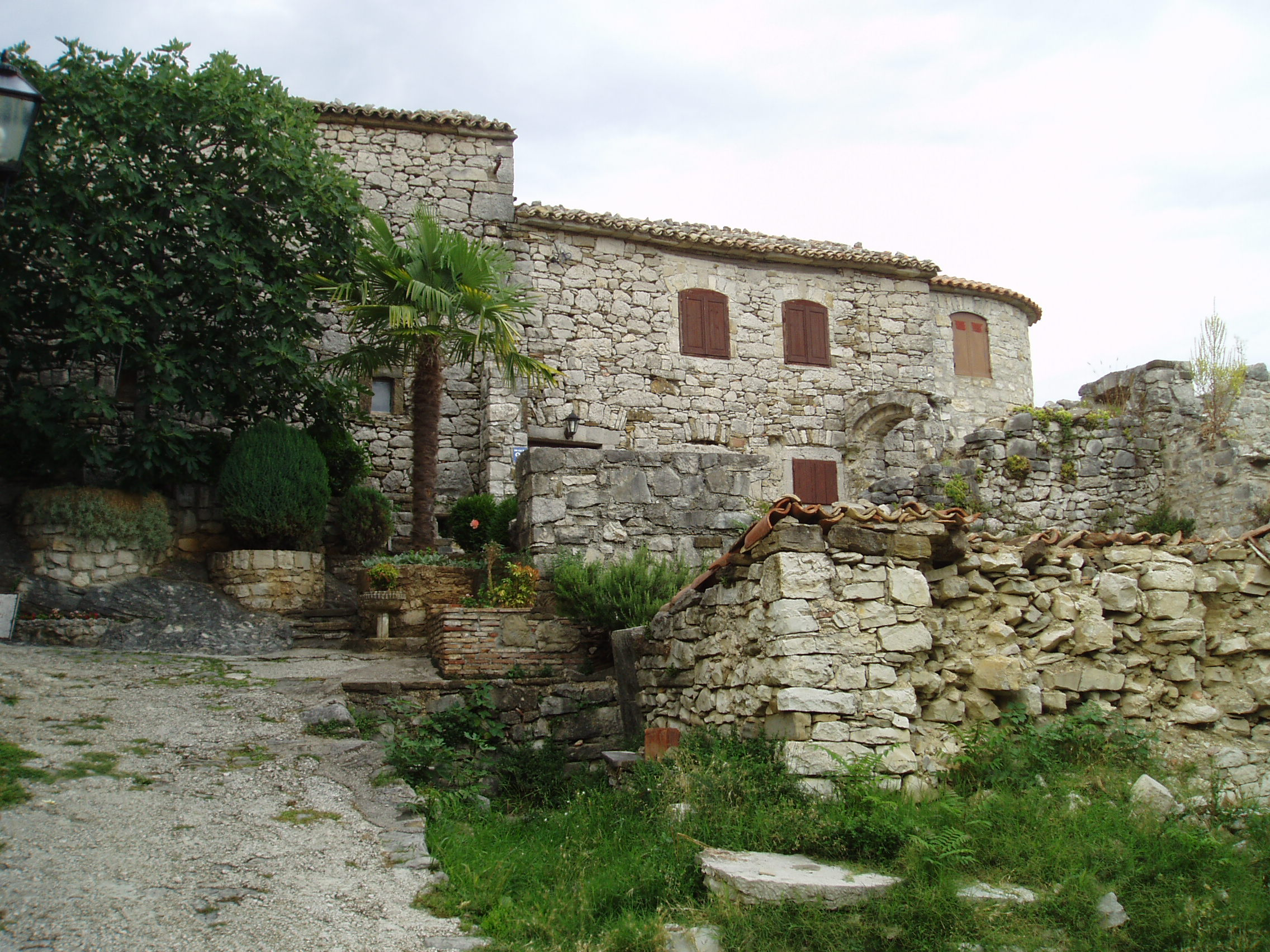
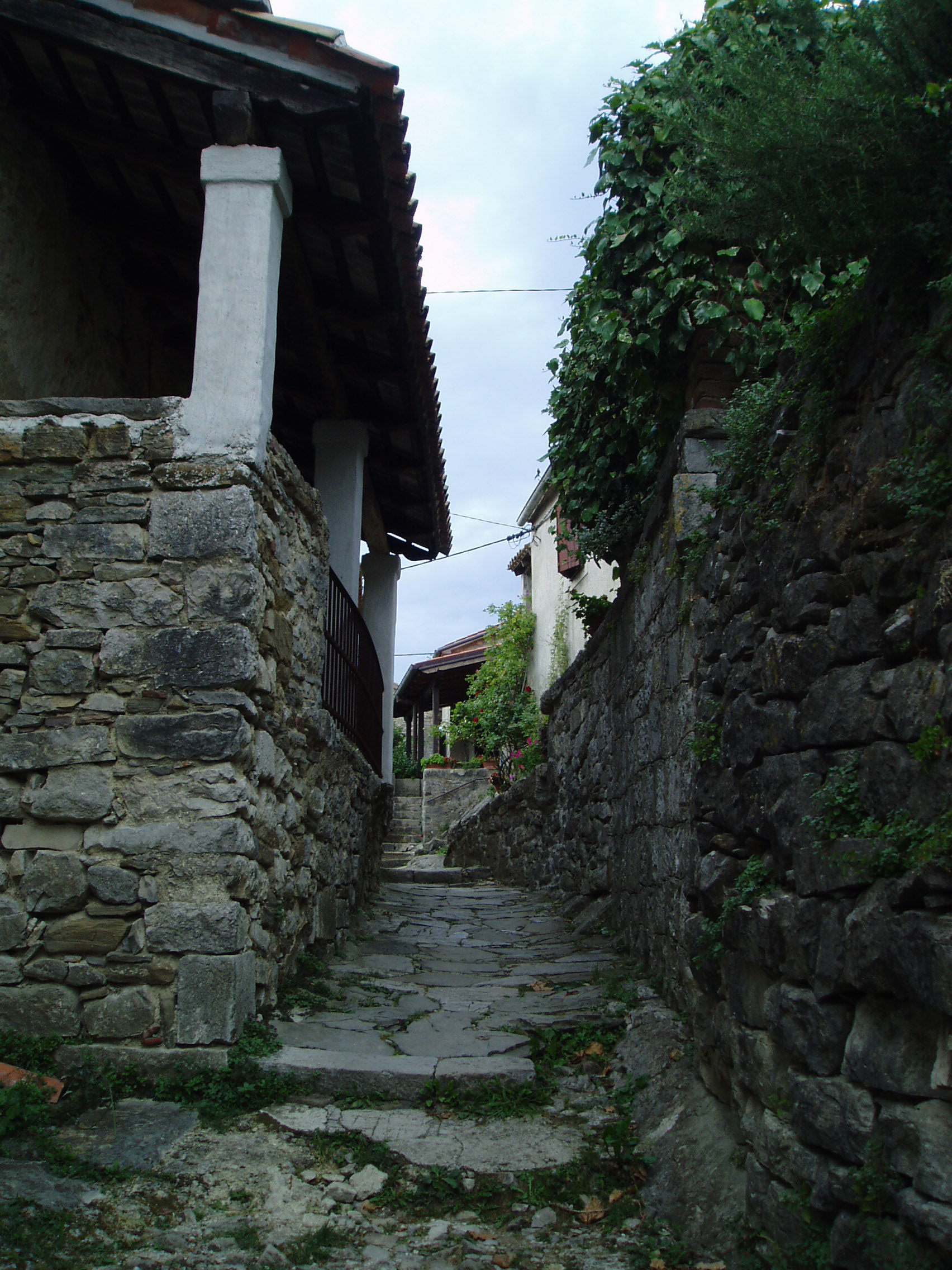
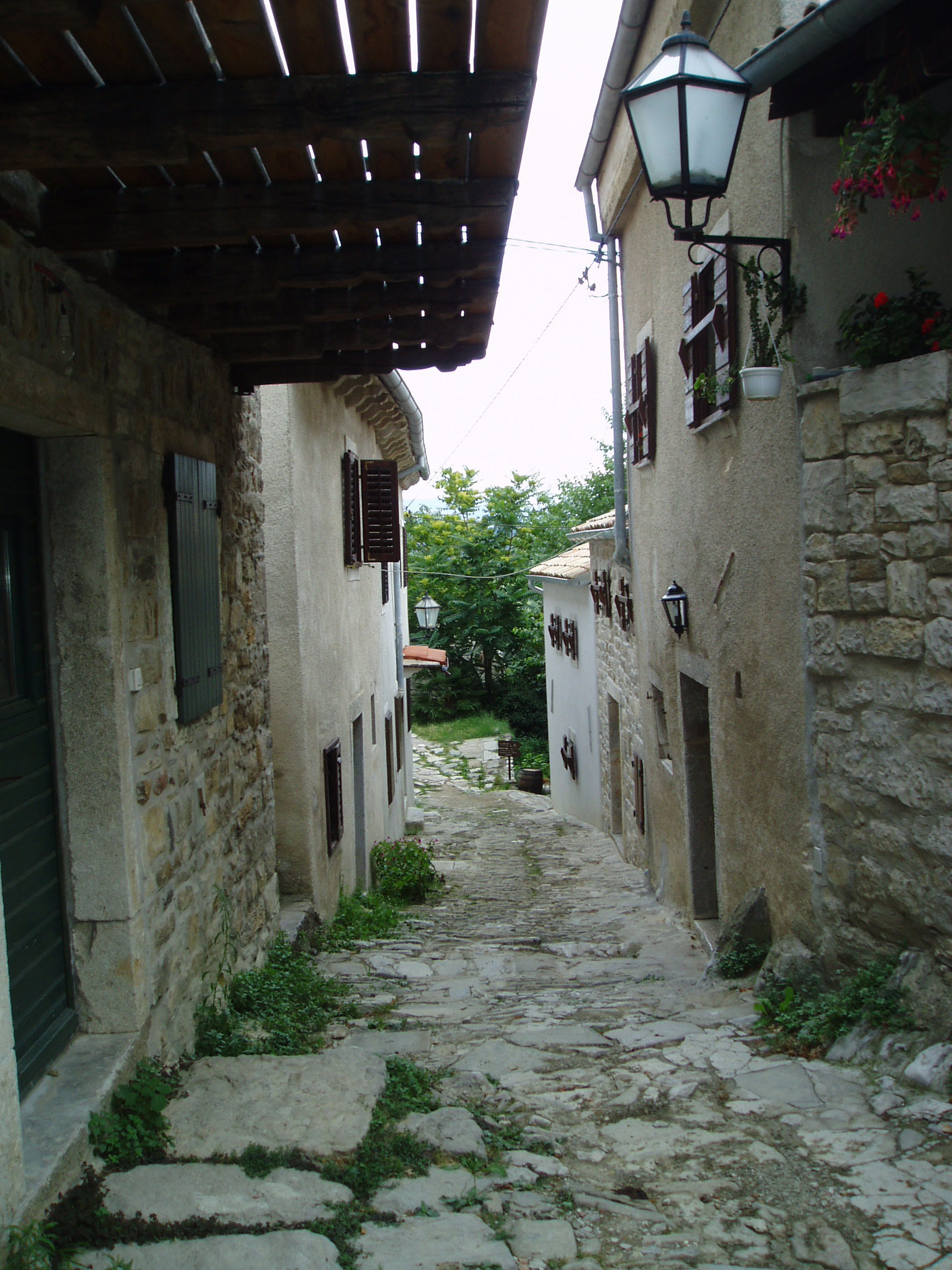
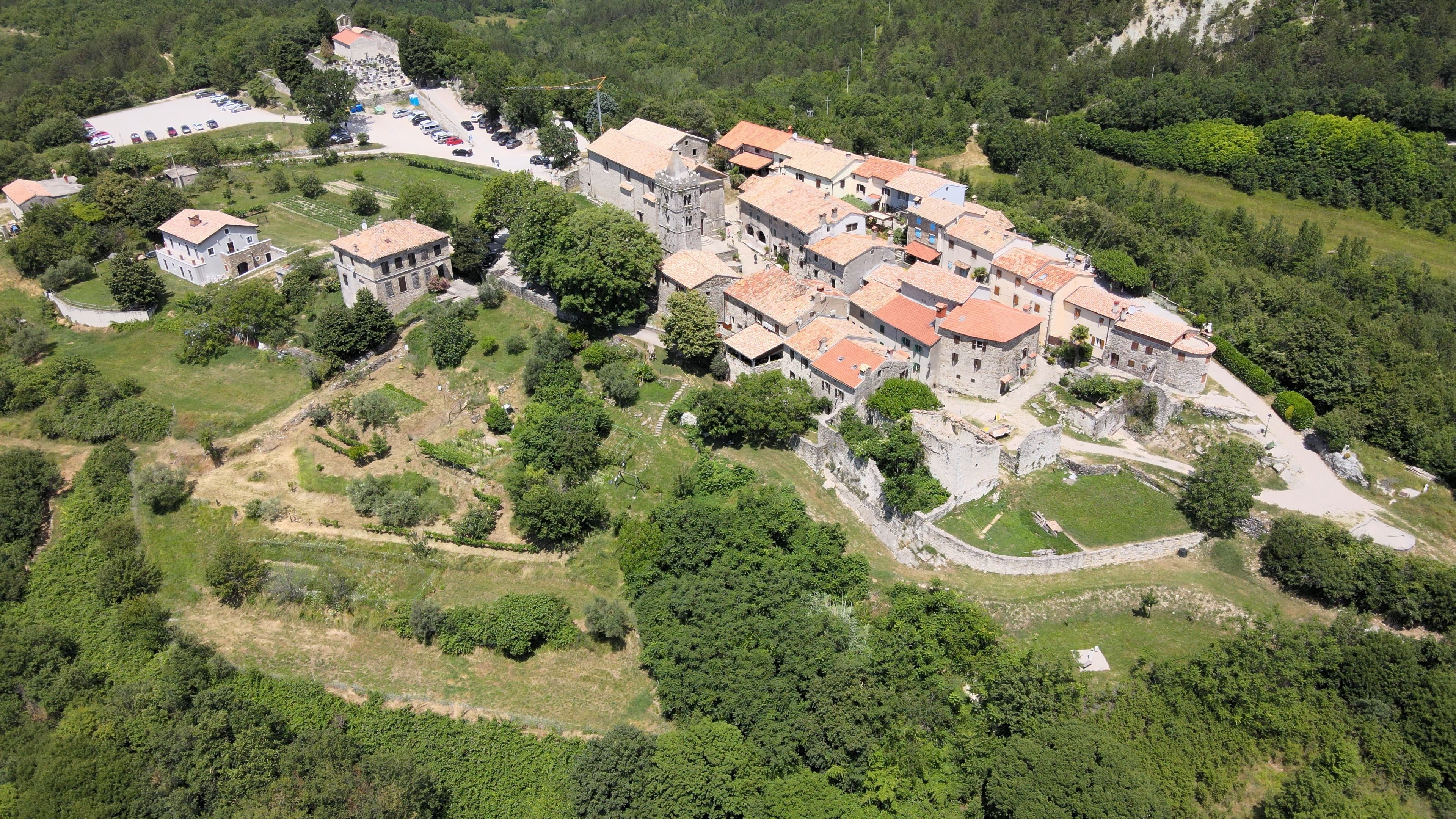